# إدموندو جونزاليس أوروتيا
إدموندو غونزاليس أوروتيا (مواليد لا فيكتوريا، 29 أغسطس 1949)، هو سياسي دولي ودبلوماسي وأستاذ وكاتب فنزويلي.  إنه المرشح للانتخابات الرئاسية لعام 2024م، من ائتلاف المنصة الموحدة الديمقراطية (PUD)، مقابل نيكولاس مادورو.  وفي نفس الوقت، هو رئيس فريق الوحدة الديمقراطية.
سفير فنزويلا في الأرجنتين
1998-2002الرئيس رافائيل كالديرا (1998-1999)
هوغو شافيز (1999-2002)سفير فنزويلا في الأرجنتين
1991-1993الرئيس كارلوس أندريس بيريز
معلومات شخصيةNombre de
كان سفير فنزويلا في الأرجنتين بين عامي 1991 و1993م، أثناء رئاسة كارلوس أندريس بيريز وفي الأرجنتين بين عامي 1998 و2002، أثناء حكم رافائيل كالديرا وهوغو شافيز، أصبح أحد الوسطاء  في تأسيس فنزويلا في السوق المشتركة للمخروط الجنوبي.
لقد كان أنيقا بالإجماع كمرشح رئاسي للحزب الذي يتوافق مع الحزب الديمقراطي الموحد، الذي لا يمكن أن يكون مرشحًا لكورينا يوريس قبل المجلس الوطني الانتقالي.  في الانتخابات الرئاسية المقبلة، سيكون المرشح للمعارضة التي تقودها ماريا كورينا ماتشادو مع بطاقة الطين وUNT وMPV .
تهيئ في فبراير 1999، غونزاليس على أوراق اعتماد حاكم رافائيل كالديرا لإخراجه كمبعوث إلى الأرجنتين. خلال إدارته في الأرجنتين للترويج لدخول فنزويلا إلى ميركوسور.
كان لدى غونزاليس أوروتيا عمل طويل للغ. الدبلوماسية مثل الأكاديمية والبحث.  قدم ارواق بحثية نشطة إلى معهد الدراسات البرلمانية فيرمين بصفته مديرًا مساعدًا ومنسقًا لمجموعة العمل التابعة للنظام الدولي، متعاونًا مع إعادة تسمية المغضوب عليهم والسياسيين في فنزويلا.
في كاراكاس، برفقة قيادة المعارضة ماريا كورينا ماتشادو وغيرهم من القادة المعارضين. الحدث الذي تم التخطيط له ليكون قافلة من تشاكايتو إلى الماركيز، تم تحويله إلى مسيرة مع مساعدة عشرات الأميال حصد تامبيان تركيزًا هائلاً في مدينة باريناس. وصفت فرنسا 24 الحدث بأنه عرض هائل للمرشح والمعارضة بشكل عام .
في الوظيفة السياسية
وقد تلقى غونزاليس الشكر من مختلف الأحزاب والمنظمات والقادة السياسيين.  في 23 أبريل، تم تغيير وقت جديد والحركة من أجل فنزويلا قبل مكتب CNE لمرشح روزاليس لجونزاليز أوروتيا، مع دعم ثلاثة أهداف انتخابية، بما في ذلك الطين. في نفس اليوم، تلقى غونزاليس مساعدة وزير الطاقة الكهربائية السابق لشافيز، هيكتور نافارو دياز في اليوم التالي، النائب جيسام موليناريس وألقاب تروخيو من حزب فورزا فيسينال سومارون أيضًا دعمهم.  في غونزاليس أوروتيا. في 29 أبريل، عارض حزب الحركة الاشتراكية (MAS) وتحالف حركة المدنية (AMC) وزوليا هيومانا (MZH) مرشح إدموندو غونزاليس أوروتيا.
سيتم جمع 3 مايو لدعم الديمقراطية المتجددة، والشعوب الناشئة، والموفيرس، والحركة البيئية، والحركة الجمهورية، وNOE، وNuvipa، وParlinve، وUnidad Nacional، وURD، وإعلان الحزب السادس من مايو بانديرا روجا  su apoyo a González Urrutia in las الانتخابات الرئاسية.
8 مايو هي خلاصة الحزب الراديكالي.أعلن 10 مايو دعمه لحزب UPP 89، القوة الليبرالية والمركز الديمقراطي. 
خلال سنواته الأولى، تولى قيادة حزب العمل الديمقراطي المحلي بقيادة خوسيه بيرنابي غوتييريز، كما أعلن ثلاثة ألقاب من ولاية غواريكو دعمهم لغونزاليز.
تم وصف المواقف السياسية لغونزاليز أوروتيا على أنها وسطية ومرتكزة على البحث عن التوافق أكثر من السياسة. في 25 أبريل، ظهر غونزاليس أوروتيا في مقابلة ستحصد أولوياته الانتخابات "لا". تحرير دي  الضغط السياسي، والتعافي الاقتصادي، واستقرار العملة، وخفض التضخم، (و) انعدام الأمن».